# Chris Browne
Pour les articles homonymes, voir Browne.
Chris Browne, né le 16 mai 1952 à South Orange dans le New Jersey, et mort le 5 février 2023, est un dessinateur de comic strip américain, fils du dessinateur Dik Browne et frère du musicien, peintre et dessinateur Chance Browne.
À la retraite de son père en 1988, notamment à sa mort l'année suivante, il le remplace en tant que scénariste et dessinateur pour continuer les aventures de Hägar Dünor toujours distribué par King Features Syndicate.

## Carrière
Né à Orange dans le New Jersey, il grandit à Wilton dans le Connecticut où il est assistant dessinateur de son père pour Hippolyte et Clémentine (Hi and Lois, 1954) et Hägar Dünor (Hagar the Terrible, 1973), dont, entre autres, Hagar the Horrible's Very Nearly Complete Viking Handbook en 1985. Les gags publiés dans près de mille neuf cents journaux dans le mode entier, les aventures de Hägar Dünor sont traduites en treize langues dans quarante-cinq pays.
Il prend part aux magazines National Lampoon, Playboy, Esquire, Heavy Metal et The New Yorker. Il était rédacteur en chef de The Funny Papers et Sarasota Magazine.
En 2000, il réalise avec sa femme Carroll un comic strip semi-autobiographique Raising Duncan jusqu'en 2005.

## Mort
Il meurt le 5 février 2023

## Publications
- Hägar Dünor (Hagar the Terrible)
- Raising Duncan, avec Carroll Browne